# Шалгинов
Шалгинов  (хак. Салғын) — аал в Бейском районе Хакасии, находится на правом берегу реки Абакан, в 70 км от райцентра — с. Бея.
Население 339 чел. (01.01.2004), в том числе хакасы, русские, немцы, мордва, чуваши.
Аал был основан в XIX в. Название произошло от рода Шалгиновых, приехавших из Аскиза. В 1930 был образован колхоз «Мал Хадары» (c хак. — «место для выпаса скота»). В годы Великой Отечественной войны на фронт ушло более 100 жителей аала, вернулось — 20. В 1957 был образован совхоз «Имени Куйбышева», куда Шалгинов вошёл как ферма № 1; главным его направлением было овцеводство. В настоящее время сельскохозяйственного производства в аале нет. Основная часть населения занимается личным подсобным хозяйством.
В Шалгинове работают средняя школа, сельский клуб, библиотека, медпункт. Установлен обелиск воинам-землякам, погибшим в Великой Отечественной войне.

## Население
| 2002 | 2010 |
| ---- | ---- |
| 318  | ↘245 |